# Ипер
Ѝпер (на нидерландски: Ieper), често наричан и Ипър (на френски: Ypres) е град в Северозападна Белгия, окръг Ипер на провинция Западна Фландрия. Населението му е около 34 900 души (2006).
По време на Първата световна война в близост до града се водят тежки и продължителни боеве, по време на които за пръв път в историята е използвано химическо оръжие – газ, получил името си от това на града – иприт.